# 214 Aschera
A 214 Aschera a Naprendszer kisbolygóövében található aszteroida. Johann Palisa fedezte fel 1880. február 29-én.